# Cai Jun
Cai Jun (en chino: 蔡军; 1971) es una deportista china que compitió en halterofilia. Ganó dos medallas de oro en el Campeonato Mundial de Halterofilia, en los años 1987 y 1990.

## Palmarés internacional
| Campeonato Mundial | Campeonato Mundial             | Campeonato Mundial | Campeonato Mundial |
| Año                | Lugar                          | Medalla            | Categoría          |
| ------------------ | ------------------------------ | ------------------ | ------------------ |
| 1987               | Daytona Beach (Estados Unidos) | Medalla de oro     | 44 kg              |
| 1990               | Sarajevo (Yugoslavia)          | Medalla de oro     | 48 kg              |